# Feldbach (rivière)
Pour les articles homonymes, voir Feldbach.
Le Feldbach est un ruisseau français coulant dans le Sundgau (sud de l'Alsace), Haut-Rhin. C'est un affluent de l'Ill en rive gauche, donc un sous-affluent du Rhin par l'Ill.

## Hydronymie
Le ruisseau a donné son nom à la commune de Feldbach.

## Géographie
La longueur de son cours d'eau est de 11 km.
Le Feldbach prend sa source à Kœstlach à 455 m d'altitude, et se jette dans l'Ill à Hirsingue à une altitude de 315 mètres.
Le Feldbach traverse les villages de Feldbach et Heimersdorf.